# Dwór w Skarboszewie
Dwór w Skarboszewie – dwór zlokalizowany we wsi Skarboszewo (województwo wielkopolskie, powiat słupecki).

## Historia
Dobra były początkowo własnością Pawła syna Przedpełki, który podarował je przybyłym z Łekna cystersom. Darowiznę potwierdził Mieszko III Stary. W 1282 wieś przeszła w ręce arcybiskupa poznańskiego w zamian za Ratyń. W 1881 właścicielką majątku była Niemka, Hermine Elisabeth Leonhardi, ale udało się wykupić go z jej rąk przez Polaków i w 1909 należał do Bartłomieja Koszarka. W 1926 dobra liczyły 124 hektary.

## Architektura
Dwór powstał w początku XX wieku. Jest obiektem parterowym, krytym dachem naczółkowym, z wejściem (ganek z balkonem wsparty na czterech filarach) umieszczonym na osi. Wystawka ponad gankiem zwieńczona jest szczytem w ośli grzbiet. Na frontowej elewacji umieszczona jest data zbudowania dworu (1913) oraz inicjały fundatora, Bernarda Koszarka.
Obiekt pełni obecnie funkcje oświatowe.